# Jižní Osetie
Jižní Osetie (osetsky Хуссар Ирыстон, Chussar Iryston, gruzínsky სამხრეთ ოსეთი, Samchret Oseti) či též Cchinvalský region (gruzínsky ცხინვალის რეგიონი, Cchinvalis regioni) je sporné území na Kavkazu. De iure je integrální součástí Gruzie, jejíž autonomie byla 11. prosince 1990 gruzínskými orgány jednostranně zrušena.
De facto je Jižní Osetie spolu s Abcházií územím zcela závislým na ruské vojenské, hospodářské a finanční pomoci, jehož nezávislost Moskva uznala po krátké osetinsko-gruzínské válce v roce 2008. Kvůli vojenské přítomnosti Ruska bývá Jižní Osetie spolu s Abcházií často označována za Ruskem okupované území.
Pouze Ruskem a několika dalšími státy uznaná Republika Jižní Osetie (osetsky Республикæ Хуссар Ирыстон) zaujímá přibližně území bývalé Jihoosetinské autonomní oblasti, které si na Gruzii nárokuje. Do roku 2008 ovládali Gruzínci asi 40 % tohoto území. Jižní Osetie nabyla díky uznání Ruskem mezinárodní status částečně uznávaného státu, de iure je to stále součást Gruzie.
Jižní Osetie leží v západní Asii (podle jiných hranic mezi Evropou a Asií se také může nacházet na hranici mezi Evropou a Asií nebo ve východní Evropě), na západě Zakavkazska, de facto mezi Gruzií a Ruskem, de iure je Jižní Osetie na severu Gruzie a je rozdělena do Gruzínských regionů: Mccheta-Mtianetie, Rača Lečchumi a Kvemo Svaneti, Šida Kartli a Imeretie. Hlavním městem je Cchinvali. Prezidentem je Anatolij Bibilov.
V Jižní Osetii žije nejvíc Osetinců a je zde významná menšina Gruzínců. Osetština je psána cyrilicí a patří mezi íránské jazyky, které náleží do indoevropské jazykové rodiny. Gruzínci naopak jazykově náleží k jazykům kavkazským. Etnických Rusů jsou zde asi 2 %.

## Historie

### Historie do roku 1988

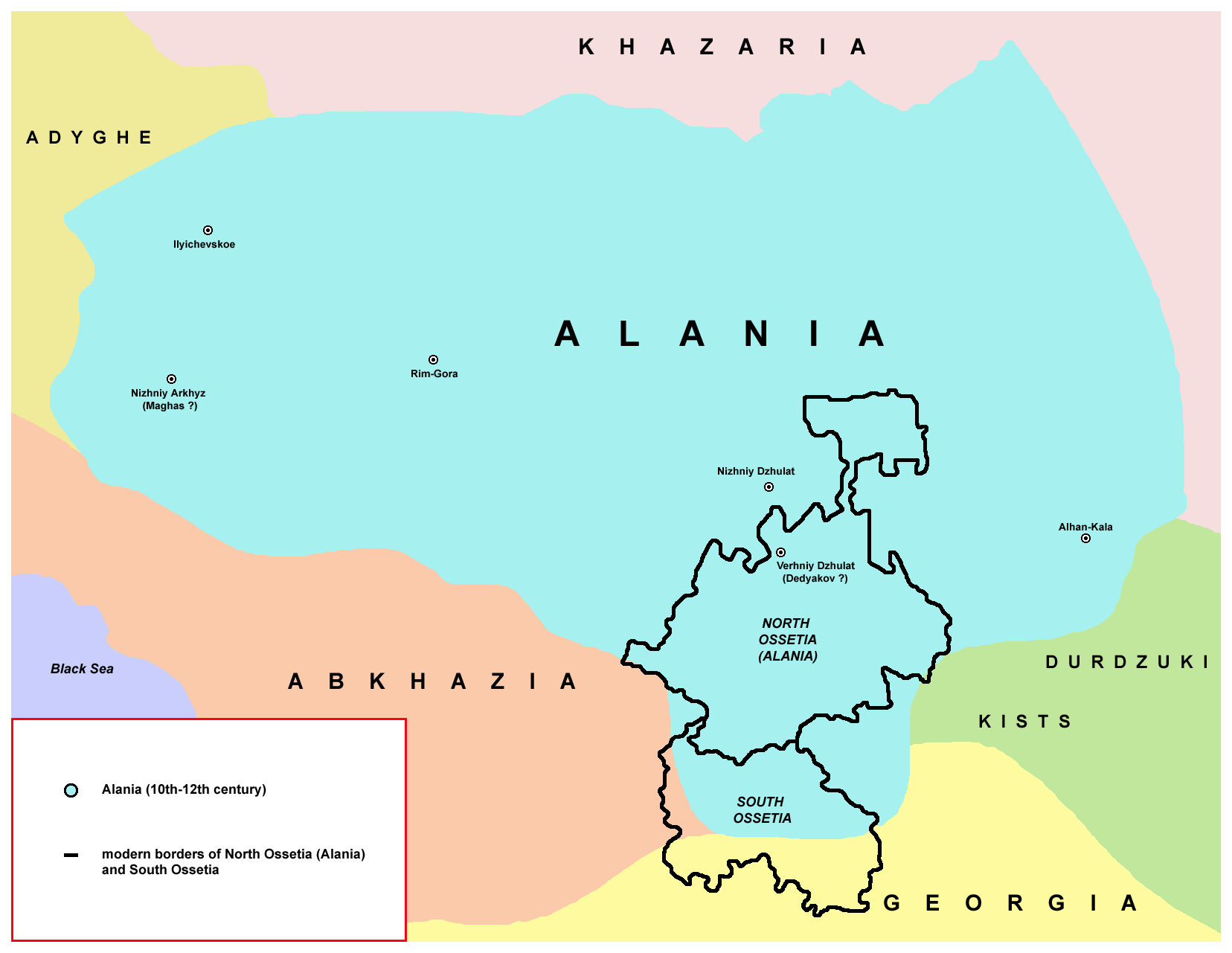
Alanie, 10-12. století

Jižní Osetie patřila k územím, kam ve středověku pronikal byzantský vliv. Později sem proniklo království Alánie ze severního Kavkazu, což bylo království Osetinců, kteří sem v této době přišli. V desátém století se sjednotila Gruzie a později tuto oblast dobývá. Ve 12. století sem přicházejí Mongolové a proniká sem islám. Křesťanství však zůstala věrná většina obyvatelstva, dnes je zde pouze muslimská menšina a křesťané tvoří 61 % obyvatelstva Jižní Osetie. Od 14. století (po rozpadu Gruzie) se v oblasti střídá vliv Alanie, Gruzínských knížectví, Persie a Osmanské říše. V roce 1774 byla k Rusku připojena Severní Osetie (dnešní Severní Osetie-Alanie) a v roce 1801 i Jižní Osetie. V roce 1810 pak Gruzie. V roce 1918 se Jižní Osetie stala součástí Zakavkazské demokratické federativní republiky, která se po pár týdnech rozpadla a Jižní Osetie se stává součástí Gruzínské demokratické republiky. Etničtí Osetinci s tím nesouhlasili, a proto zde začaly propukat vzpoury, jež přešly ve válku, která trvala až do příchodu Rudé armády v roce 1920. Navzdory nevoli místních byla Osetie v rámci SSSR rozdělena na jižní a severní, přičemž jižní byla součástí Gruzínské SSR a dostala status autonomní oblasti, zatímco severní byla připojena k Ruské SFSR a dostala status federativní republiky. Vedení Jižní Osetie se po celou dobu existence SSSR snažilo o spojení se Severní Osetií v rámci Ruské SFSR.

### Historie v letech 1988–2008

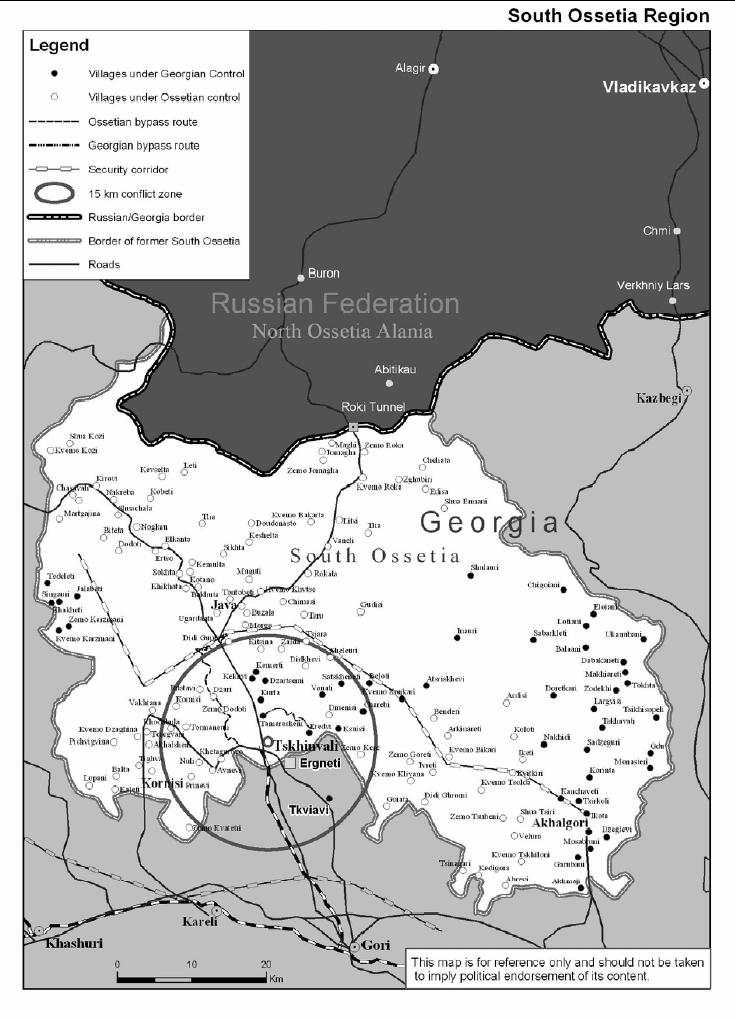
Schematická mapa Jižní Osetie, stav 2004.

V roce 1988 zde vznikla Lidová fronta, jedna z prvních politických stran vedle komunistické. Její zvolení představitelé požádali republikovou vládu v Tbilisi, aby status Jižní Osetie byl změněn z autonomní oblasti na autonomní republiku. Po osamostatnění Gruzie však došlo k pravému opaku – autonomie byla zrušena úplně a území oblasti bylo rozděleno mezi několik gruzínských krajů, z nichž však jeden zhruba zahrnuje oblast obývanou Jihoosety. V současné době se jedná o velmi chudou oblast, a to i na gruzínské poměry.
Část Jižních Osetů se tak následně od Gruzie na počátku 90. let s podporou Ruska jednostranně odtrhla a na části území bývalé Jihoosetské autonomní oblasti založila Republiku Jižní Osetii, nad kterou de facto gruzínská vláda ztratila plnou kontrolu.

### Konflikt s Gruzií v roce 2008

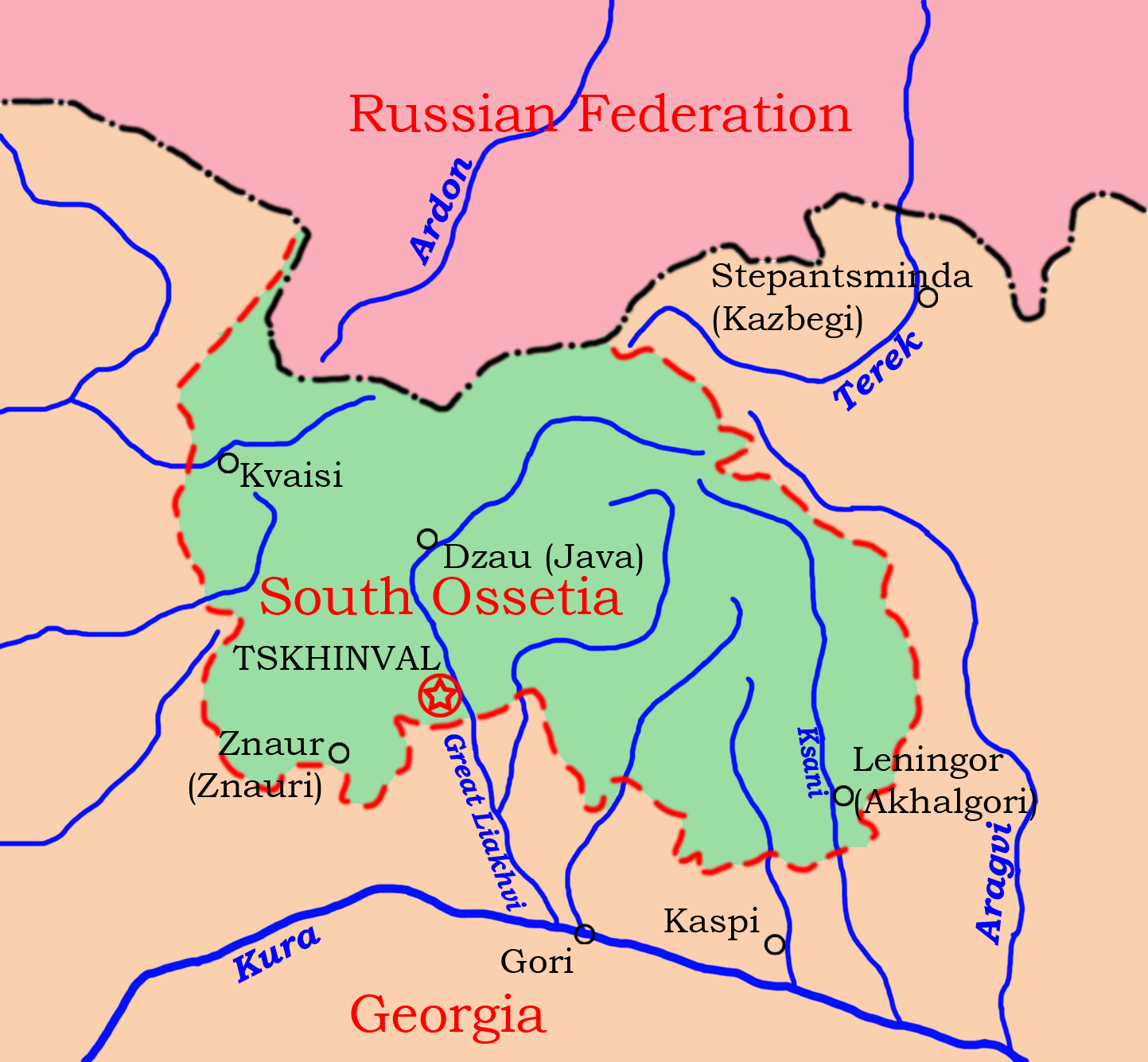
Schematická mapa Jižní Osetie, srpen 2008.

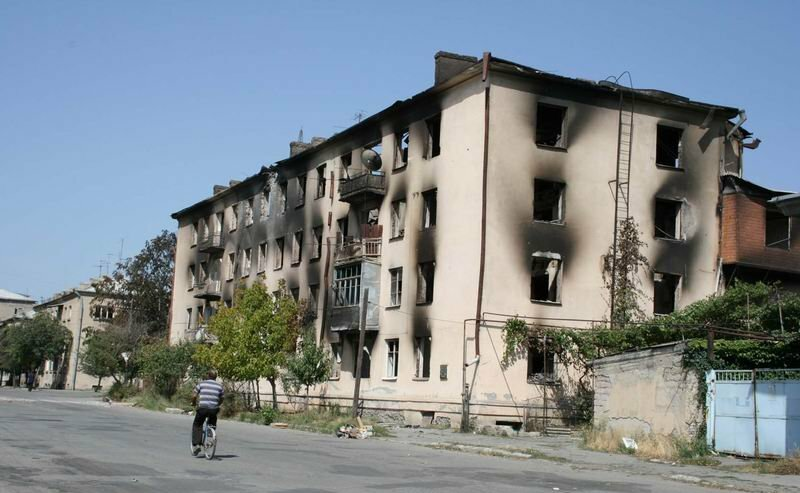
Dům v Cchinvali po rusko-gruzínském konfliktu

7. a 8. srpna 2008 se situace mezi centrální vládou Gruzie a Jižní Osetií prudce zhoršila; jednání o míru ztroskotala a příměří bylo porušeno už po několika hodinách. Následně nařídil gruzínský prezident Micheil Saakašvili mobilizaci vojenských záloh a do vzbouřenecké provincie vyslal tanky, dělostřelectvo a stíhačky. Obvinil také Rusko z vojenské agrese a bombardování "pokojných gruzínských měst". Gruzie ohlásila, že její vojenské jednotky vstoupily po celonočním bombardování do hlavního města Cchinvali, aby „na území separatistické republiky obnovily ústavní pořádek“. Pozdější zpráva Evropské unie označila za viníka rozpoutání války Gruzii, ale podle zprávy nese část odpovědnosti za konflikt i Rusko.
Jihoosetský prezident Eduard Kokojty uznaný Ruskem tvrdil, že armáda Gruzie údajně zabila víc než 1400 osetských civilistů, ale údaje se nepodařilo ověřit z nezávislých zdrojů. Podle BBC je mrtvých civilistů "nejméně 15" a ruské ministerstvo zahraničních věcí potvrdilo, že do Jižní Osetie vyslalo tankové jednotky. Později nezávislá organizace Human Rights Watch oznámila 44 mrtvých, přičemž asi polovinu měla na svědomí Ruská armáda. Výzvu ke zdrženlivosti adresoval všem stranám konfliktu generální tajemník NATO Jaap de Hoop Scheffer a podobná vyjádření vydaly USA. K řešení konfliktu se sejde Rada bezpečnosti OSN.

### Vývoj po roce 2008

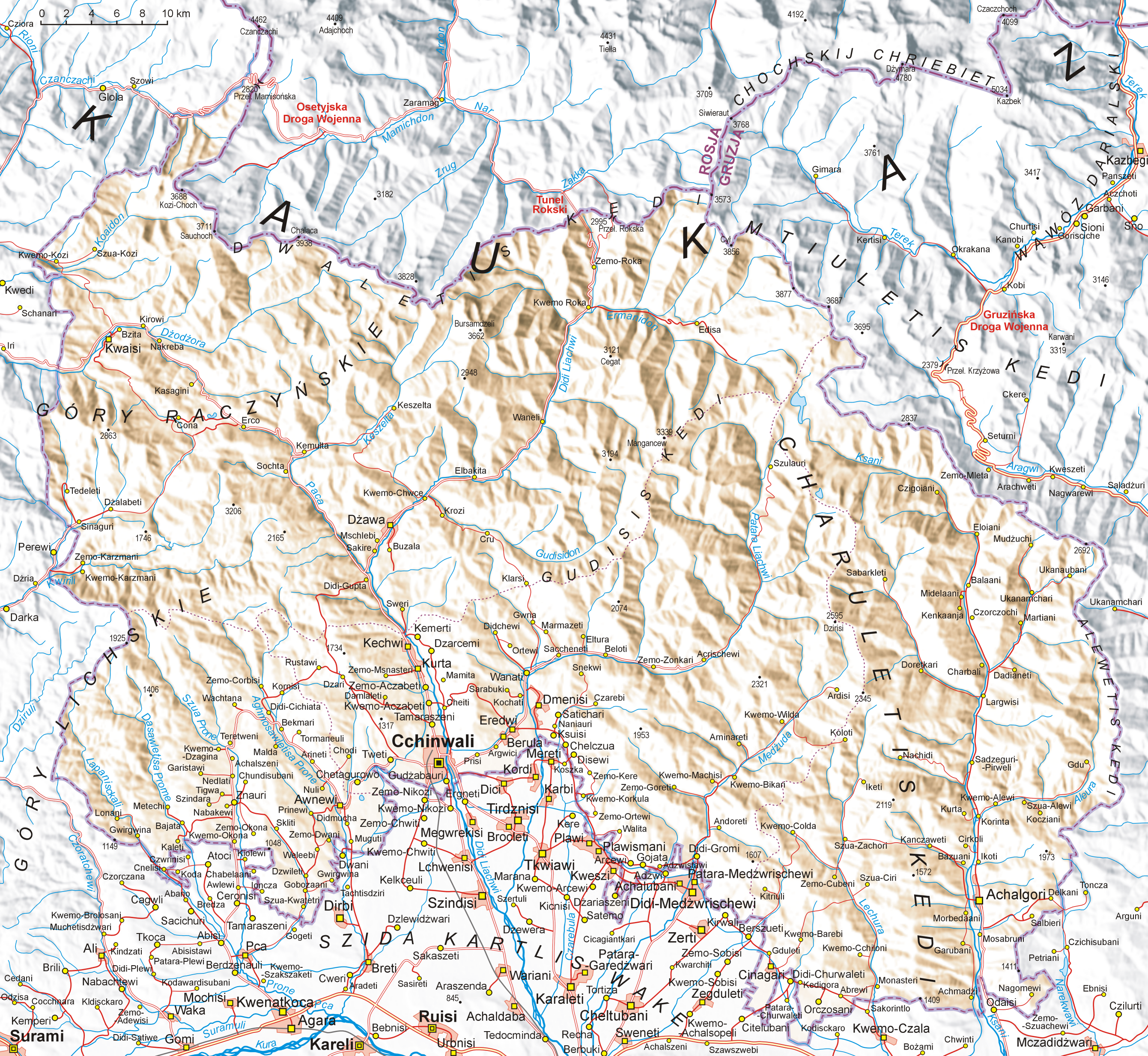
Topografická mapa Jižní Osetie, srpen 2008, polská transkripce.)

Po vítězném konfliktu s Gruzií v roce 2008 začalo Rusko upevňovat své pozice. Jako první stát uznalo 26. srpna 2008 nezávislost vojensky obsazené Jižní Osetie na Gruzii. Prakticky celý svět uznání nezávislosti Ruskem odsoudil.  Druhým státem, který „uznal nezávislost“ vojensky obsazené Jižní Osetie byla 5. října 2008 Nikaragua, když s ní Rusko uzavřelo pro Nikaraguu lukrativní energetické a zbraňové smlouvy. Dne 10. 9. 2009 prohlásil prezident Venezuely, že považuje Jižní Osetii a Abchazii za nezávislé. Dne 16. prosince 2009 uznalo za odměnu v přepočtu 900 mil. Kč od Moskvy nezávislost Jižní Osetie Nauru a podle ruských zdrojů dne 19. září 2011 Tuvalu. Tuvalu v roce 2014 uznání anulovalo podepsanou smlouvou s Gruzií. Rusko vyčlenilo ze státního rozpočtu peníze na opravy válkou způsobených škod. Současně navyšovalo svůj vliv v oblasti politické, vojenské a hospodářské tak, že rozpočet Jižní Osetie je od roku 2008 z 99% závislý na subvencích z Ruska. Rusko též upevňuje vojenskou přítomnost. Počet rozmístěného kontingentu přesahuje 5000 vojáků plus kolem 900 pohraničníků FSB rozmístěných podél hranice s Gruzií.
Představy obyvatel o budoucnosti země jsou nejasné. Některé skupiny vidí sociálně ekonomický přínos a možnost zvýšení zaměstnanosti v integraci s Ruskem. Vysocí představitelé mluví dokonce o sjednocení s Ruskem. Avšak vývoj v poslední době (rok 2011) ukazuje na zřetelné zvýšení protiruských nálad. Nevoli vyvolává stoupající vědomí existenční závislosti na Rusku. K protiruským protestům došlo v prosinci 2011 na demonstraci v Cchinvali. Závislost na Rusku je však tak silná, že manévrovací prostor vůči Rusku nemá ani obyvatelstvo, ani státní správa. Podle agentury ITAR-TASS prohlásil prezident Leonid Tibilov v červenci roku 2013 úmysl spojit se v budoucnu se Severní Osetií, čímž by se Jižní Osetie stala součástí Ruské federace.
Na zasedání politické rady při úřadu prezidenta republiky Jižní Osetie dne 26. 5. 2016 byl projednán termín konání referenda o připojení Jižní Osetie k Ruské federaci. Prezident Leonid Tibilov a předseda Parlamentu Jižní Osetie Anatolij Bibilov poté vystoupili se společným prohlášením, v němž oznámili, že bylo rozhodnuto uspořádat referendum až po prezidentských volbách, které se mají konat v roce 2017.

## Státní symboly

### Vlajka
Jihoosetská vlajka je tvořena listem o poměru stran 1:2 se třemi, stejně širokými, vodorovnými pruhy: bílým, červeným a žlutým. Vlajka je (až na poměr stran) stejná jako vlajka Severní Osetie-Alanie, jedné z autonomních republik Ruské federace.

### Znak
Jihoosetský státní znak tvoří kruhový štít červené barvy na němž je zobrazen žlutý leopard a v pozadí stříbrné hory Kavkazu. Okolo štítu je na bílém mezikruží s ozdobným okrajem lemovaným osetským tradičním vzorem černě napsán oficiální název státu "Republika Jižní Osetie" v osetštině (РЕСПУБЛИКӔ ХУССАР ИРЫСТОН) a ruštině (РЕСПУБЛИКА ЮЖНАЯ ОСЕТИЯ).

### Hymna
Jihoosetská hymna je píseň Respublikæ Xussar Irystony Paddzaxadon Gimn, také známá pod názvem prvního verše Uarzon Iryston! (česky Milovaná Osetie!). Text napsal Totraz Kokaev a hudbu složil Felix Alborov.

## Obyvatelstvo
Před rozpadem SSSR a následnou válkou, žilo v Jižní Osetii asi 100 000 obyvatel z nichž kolem 2/3 byli Oseti a o něco víc než 1/4 Gruzíni. Východní část, obzvlášť okres Achalgori, byla osídlena především Gruzíni, zatímco západ a střed byl osídlen hlavně Osety.[zdroj?] Kvůli složité a nejasné situaci, která zde od války 1991–1992 až do roku 2008 vládla, se zde od rozpadu SSSR neuskutečnilo žádné sčítání lidu. Proto všechna ostatní čísla jsou pouze odhady. V roce 2007 se odhadoval počet obyvatel na 70 000, přičemž etnické složení obyvatelstva mělo být přibližně stejné jako před rozpadem SSSR. Po válce v roce 2008 bylo Gruzínské obyvatelstvo vyhnáno a zároveň během války utekli i někteří osetinští obyvatelé a asi 500 jich bylo zabito.[zdroj?] I přes to některé agentury[kým?] odhadují počet obyvatel až na 80 000. Přírůstek obyvatel mohl být způsoben ruskou finanční pomocí, která mohla přilákat některé Osetince ze Severní Osetie, kteří z Jižní Osetie utekli už v roce 1991, nebo Osetince, kteří utekli z Gruzie.[zdroj?] Mimoto se k těmto obyvatelům může také počítat ruská posádka 3700 mužů, kteří jsou zde umístěni od války s Gruzií.[zdroj?]
| Národ   | 1926            | 1939            | 1959            | 1970            | 1979            | 1989            | 2007 (odhad)    |
| ------- | --------------- | --------------- | --------------- | --------------- | --------------- | --------------- | --------------- |
| Oseti   | 60 351 (69,1 %) | 72 266 (68,1 %) | 63 698 (65,8 %) | 66 073 (66,5 %) | 65 077 (66,4 %) | 65 200 (65,9 %) | 47 000 (67,1 %) |
| Gruzíni | 23 538 (26,9 %) | 27 525 (25,9 %) | 26 584 (27,5 %) | 28 125 (28,3 %) | 28 187 (28,8 %) | 28 700 (29,0 %) | 17 500 (25,0 %) |
| Rusové  | 157 (0,2 %)     | 2 111 (2,0 %)   | 2 380 (2,5 %)   | 1 574 (1,6 %)   | 2 046 (2,1 %)   | 2 128 (2,1 %)   | 2 100 (3,0 %)   |
| Arméni  | 1 374 (1,6 %)   | 1 537 (1,4 %)   | 1 555 (1,6 %)   | 1 254 (1,3 %)   | 953 (1,0 %)     | 871 (0,9 %)     | 900 (1,3 %)     |
| Židé    | 1 739 (2,0 %)   | 1 979 (1,9 %)   | 1 723 (1,8 %)   | 1 485 (1,5 %)   | 654 (0,7 %)     | 648 (0,7 %)     | 650 (0,9 %)     |
| Ostatní | 216 (0,2 %)     | 700 (0,7 %)     | 867 (0,9 %)     | 910 (0,9 %)     | 1 071 (1,1 %)   | 1 453 (1,5 %)   | 1 850 (2,6 %)   |
| Celkem  | 87 375          | 106 118         | 96 807          | 99 421          | 97 988          | 99 000          | 70 000          |
| Zdroj:  |                 |                 |                 |                 |                 |                 |                 |

## Ozbrojené síly před konfliktem v roce 2008
Na počátku války s Gruzií disponovala Jižní Osetie nad rámec kontroly Gruzie 3 tisíci muži ve zbrani a minimálně následujícím arzenálem, který pocházel ze zůstatku po rozpadu Sovětského svazu, patrně doplněného dodávkami z Ruska po rozpadu SSSR:[zdroj?]
- 15 tanků T-55, T-62 a T-72
- 25 ruských samohybných houfnic 2S1 Gvozdika a 2S3 Akacija
- 12 houfnic D30 ráže 122 mm
- 6 raketometů BM-21 Grad
- 4 protitanková děla MT-12 Rapira ráže 100 mm
- 30 minometů ráží 82 a 120 mm
- 22 bojových vozidel pěchoty BMP-2
- 14 obojživelných obrněných vozidel BTR-70
- 3 taktické raketové systémy krátkého dosahu typu země-vzduch 9K33 Osa
- 3 hybridní protiletadlové raketové komplety krátkého dosahu 9K22 Tunguska
- 6 vysoce mobilních raketových kompletů krátkého doletu s infračerveným naváděním typu země-vzduch 9K31 Strela-1
- 10 dvojhlavňových protiletadlových kanónů ráže 23 mm ZU-23-2
- přes 100 ručních raketometů typu země-vzduch 9K38 Igla
- 50 protitankových řízených střel 9K111 Fagot a 9M113 Konkurs
- 10 přenosných granátometů bez zpětného rázu SPG-9 Kopje
- 4 vrtulníky Mi-8, které toho času pravděpodobně nebyly bojeschopné[zdroj?]